# Gabriella Besanzoni
Pour les articles homonymes, voir Besanzoni.
Gabriella Besanzoni, née le 20 septembre 1890 à Rome (Italie) et morte dans cette ville le 8 juillet 1962, est une chanteuse d'opéra italienne de tessiture mezzo-soprano et contralto.

## Biographie

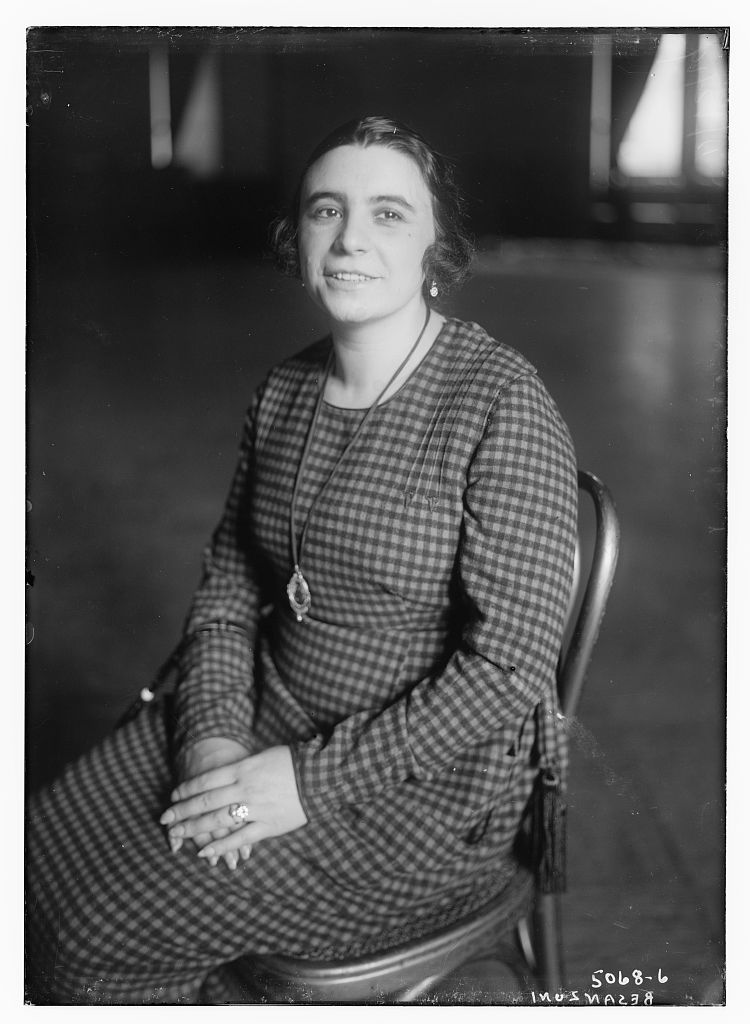
Gabriella Besanzoni en 1919.

Gabriella Besanzoni naît à Rome et étudie à l'Académie nationale Sainte-Cécile (Accademia Nazionale di Santa Cecilia).
Besanzoni fait ses débuts à Viterbe en 1911. À partir de 1918, elle est la vedette du Théâtre Colón de Buenos Aires, avec des apparitions régulières dans d'autres villes sud-américaines, notamment à Rio de Janeiro. Ses débuts aux États-Unis ont lieu en 1919, lorsqu'elle chante Amneris dans Aida avec Claudia Muzio, Giovanni Martinelli et Renato Zanelli. Cette même saison, elle joue avec Enrico Caruso dans des productions de Samson et Dalila et La forza del destino au Metropolitan Opera. Tous deux apparaissent ensemble dans Aida à La Havane en 1920 lorsqu'une bombe explose dans l'auditorium lors du deuxième acte de la représentation finale.
Elle quitte le Teatro Colón en 1935 et donne son concert d'adieu à Rome en 1939, chantant Carmen aux thermes de Caracalla. Elle fait plusieurs enregistrements pour Victor et apparait dans un film muet italien, Stefania (1916). Elle enseigne à de jeunes chanteurs au Brésil et a également le chant à Rome dans ses dernières années.
Le ténor Giacomo Lauri-Volpi la mentionne dans son Voci parallele comme l'un des trois seuls vrais contraltos qu'il ait eu la chance de rencontrer tout au long de sa carrière (les autres étant Margarete Matzenauer et Matilde Blanco Sadun).

## Vie privée

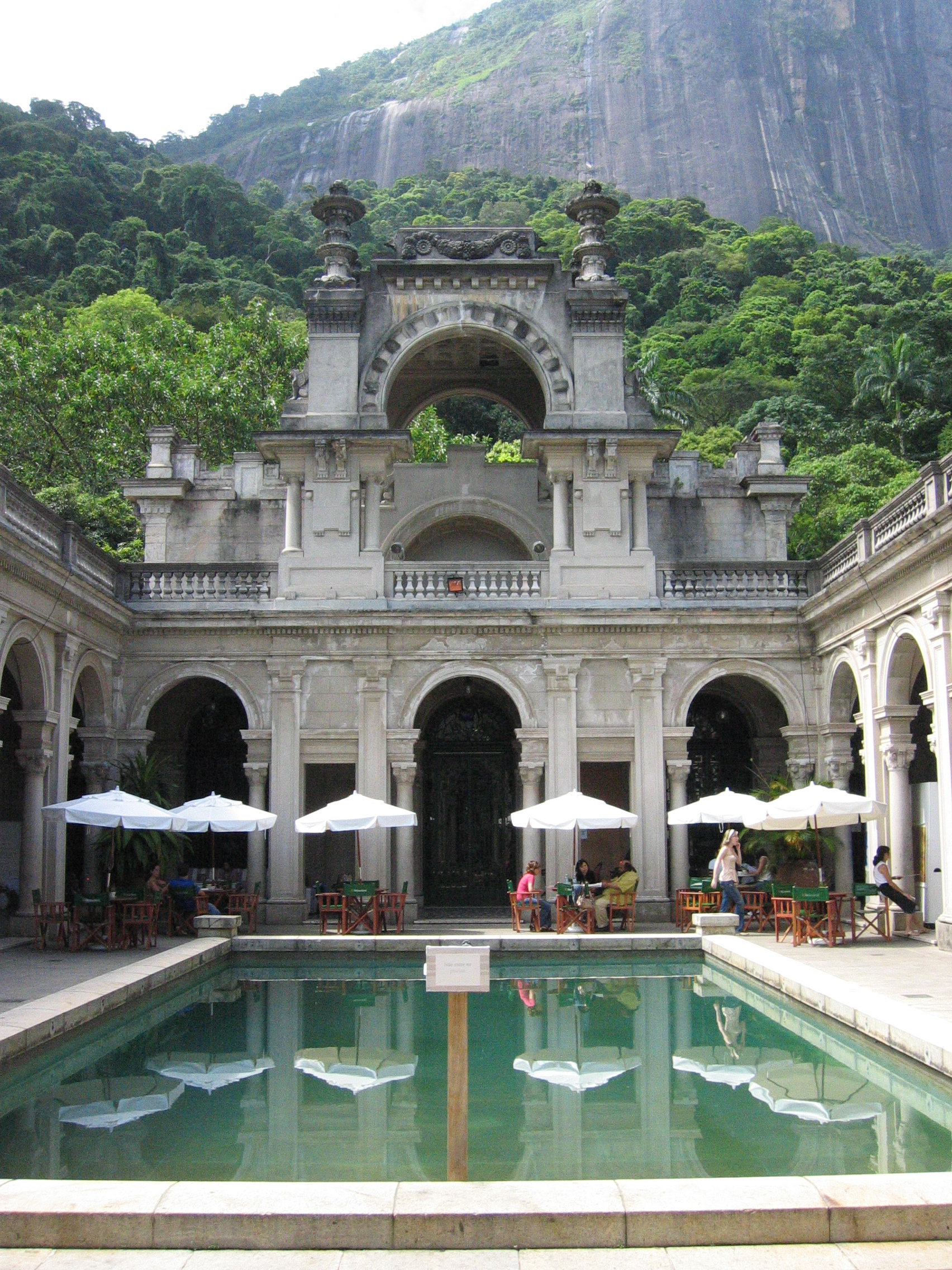
Parque Lage, ancienne résidence de Gabriella Besanzoni à Rio de Janeiro.

Gabriella Besanzoni et le pianiste Arthur Rubinstein ont eu une relation amoureuse en 1918 alors qu'ils travaillaient tous les deux à Madrid, Buenos Aires et New York.
Elle épouse l'industriel brésilien Henrique Lage en 1925 avec qui elle vit à Rio de Janeiro. Leur grande maison et leurs jardins sont maintenant connus sous le nom de Parque Lage, un parc public. Besanzoni est veuve en 1941 et se remarie en 1956. Elle meurt en Italie en 1962, âgée de 74 ans et est enterrée dans l'un de ses costumes de Carmen.